# Walter Kossel
Walter Kossel, född 4 januari 1888 i Berlin, död 22 maj 1956, var en tysk fysiker. Han var son till Albrecht Kossel.
Kossel var från 1921 professor i teoretisk fysik vid universitetet i Kiel. Han behandlade i sina viktigaste arbeten atomteoretiska och spektroskopiska problem. Kossel utvecklade 1914-1916 en teori för atomprocesserna vid utsändning av röntgenstrålning och försökte tillämpa Berzelius elektrokemiska teori på moderna föreställningar genom att identifiera de kemiska valenskrafterna med de mellan jonerna verkande elektriska krafterna. Bland Kossels arbeten märks Valenzkräfte und Röntgenspektren (1921).